# Prihvatilište Ruže sv. Franje
Prihvatilište „Ruže sv. Franje” nalazi se u Rijeci na Kozali, u sklopu zdanja crkve sv. Romualda i Svih Svetih. Ideja je rođena u jednoj od petnaest skupina unutar riječkoga Franjevačkog svjetovnog reda, ali i dotadašnjega iskustva u dobrotovornomu radu. Prostore prvoga prihvatilišta za beskućnike u Rijeci blagoslovio je riječki nadbiskup Ivan Devčić.

## Povijest
Franjevački svjetovni red na Trsatu je u skladu sa svojom karizmom i Pravilom nasljedovanja Isusa Krista po primjeru Sv. Franje Asiškog odlučio pomoći beskućnicima bez obzira na spol, dob, rasu i vjeroispovijest. Red je otvorio Prihvatilište za beskućnike “Ruže sv. Franje” 27. ožujka 2007. Prostor za prihvatilište u župi na Kozali osigurala je Riječka nadbiskupija.

## Opis
U prostoru od 90 kvadrata kapacitet prihvatilišta je 13 ležajeva, a sastoji se od dvije spavaonice, kuhinje, kupaone, ostave, prostorije za radnu terapiju, ureda i kapelice. Za sve potrebno brinu se, uz voditeljicu Vilmu Mlinarić, brojni volonteri kako bi korisnicima pružili pomoć i ljudski susret. Cilj prihvatilišta je ne samo pružiti prenoćište nego i osposobljavanje za ponovnu integraciju u društvo. U tu se svrhu provode radne terapije i rehabilitacije, a pružaju se i pravni savjeti te briga za socijalne i zdravstvene dokumente.
U prihvatilištu postoji i dnevni boravak za korisnike gdje mogu biti i 24 sata ako zatreba.
Prihvatilište se financira isključivo donacijama brojnih dobrotvora te Grada Rijeke, Primorsko-goranske županije. i Riječke nadbiskupije.
U šest godina rada skrbilo se za više od 400 beskućnika iz cijele Hrvatske i inozemstva.

## Nagrade i priznanja
- Treća nagrada Erste Fondacije za najbolje projekte integracije socijalno marginaliziranih skupina ljudi, Prag, 2011.[5]

## Ulične svjetiljke
Ulične svjetiljke prvi su hrvatski časopis o beskućništvu i srodnim društvenim temama. Časopis izdaje Franjevački svjetovni red – Mjesno bratstvo Trsat (Rijeka), koje ima i prihvatilište za beskućnike „Ruže sv. Franje” u Rijeci.

## Vanjske poveznice
- Službena stranica  Arhivirana inačica izvorne stranice od 22. svibnja 2013. (Wayback Machine)